# NDR Fernsehen
NDR Fernsehen est une chaîne de télévision généraliste régionale allemande éditée par les organismes de droit public Norddeutscher Rundfunk et Radio Bremen. Elle cible les populations du nord du pays (Schleswig-Holstein, Basse-Saxe, Mecklembourg-Poméranie-Occidentale, Hambourg et Brême). 
Cette chaîne généraliste est un des neuf « Dritten Fernsehprogramme » (troisième programme de télévision) émettant dans les différents länder. De fait, en Allemagne, on désigne sous cet intitulé les chaînes de télévision régionales publiques, qui occupent systématiquement la troisième position dans leur land respectif.

## Histoire de la chaîne
NDR Fernsehen voit le jour le 4 janvier 1965. Elle est alors une association entre divers organismes publics : Norddeutscher Rundfunk, Radio Bremen (Brême) et Sender Freies Berlin (Berlin-Ouest). En 1989, la chaîne est rebaptisée Nord 3, puis tout simplement N3, avant de devenir NDR Fernsehen en 2001. 
La réunification allemande est l'occasion de bouleversement dans les médias de l'ancienne RDA, qui se traduisent notamment par la disparition de Deutscher Fernsehfunk (DFF, télévision nationale de RDA) en 1990. DFF-1 est remplacée par Das Erste et DFF-2 par une chaîne régionale baptisée DFF-Länderkette. Le 31 décembre 1991, au Mecklembourg-Poméranie-Occidentale, DFF-Länderkette est remplacée par Nord 3. Quelques mois plus tard, en octobre 1992, Sender Freies Berlin se retire de Nord 3 et lance sa propre chaîne de télévision, B1.

## Identité visuelle

### Logos

Logo de Nord 3 de 1965 à 1988
Logo de N3 de 1989 à 2001
Logo de NDR Fernsehen de 2001 à 2006
Logo de NDR Fernsehen de 2006 à 2017
Logo de NDR Fernsehen depuis 2017

## Organisation
Comme chacune de ces chaînes de télévision, NDR Fernsehen est associée au sein d'un organisme commun, ARD (Communauté de travail des établissements de radiodiffusion de droit public de la République Fédérale d’Allemagne), et une partie de ses programmes sert à alimenter la première chaîne de télévision allemande, Das Erste.

## Programmes
La grille des programmes de NDR Fernsehen est constituée de séries, de débats, de bulletins d'information régionaux, de documentaires, de dessins animés et de variétés. Comme chaque chaîne de télévision appartenant à ARD, NDR Fernsehen reprend chaque jour en direct (20 heures) le journal télévisé national de Das Erste. 
La chaîne diffuse des décrochages régionaux répartis en quatre zones, plus Brême, dont la télévision, quoique reprenant l'essentiel des programmes de NDR, s'est dotée d'une identité propre (Radio Bremen TV). Ces zones sont :
- NDR Fernsehen Hamburg (NDR FS HH), qui diffuse Hamburg Journal;
- NDR Fernsehen Mecklenburg-Vorpommern (NDR FS MV), qui diffuse Nordmagazin;
- NDR Fernsehen Niedersachsen (NDR FS NDS), qui diffuse Niedersachsen 19:30;
- NDR Fernsehen Schleswig-Holstein (NDR FS SH), qui diffuse Schleswig-Holstein Magazin.

## Diffusion
NDR Fernsehen est diffusée sur le réseau hertzien dans le nord du pays, mais également depuis le début des années 1990 en clair par satellite (analogique, puis numérique) ainsi que sur les différents réseaux câblés. La chaîne peut ainsi être reçue librement dans l'ensemble du pays, mais aussi dans une grande partie de l'Europe, via le système de satellites Astra.